# МиГ-21
Микоян-Гуревич МиГ-21 (название на НАТО: Fishbed) е свръхзвуков изтребител, конструиран и построен от дизайнерското бюро на Микоян-Гуревич в Съветският съюз. Повече от 30 държави по света са използвали МиГ-21, и все още, половин век след първия си полет, той служи на много нации. В СССР е популярен с названието „балалайка“ заради специфичната форма на крилете, а в Полша е наричан „ołówek“ (молив).
Ранните модификации на самолета се водят второ поколение изтребители, а по-късните – трето поколение. Близо 50 години след първия си полет МиГ-21 все още е на служба в редица нации, и е най-произвежданият свръхзвуков самолет в историята.
В Авиомузей Бургас може да бъде видян както отвънка, така и отвътре  МиГ-21, модификация ПФМ, с последен бордови номер 39.

## Описание

### Фюзелаж
МиГ-21 е изтребител-прехващач, изпълнен по нормална аеродинамична схема с триъгълно нискоразположено крило и стреловидно оперение. Фюзелажът е полумонокок и в предната му част се намира регулируем въздухозаборник с централен конус, в който е монтирана радиолокационната станция (РЛС). Въздухозаборникът се разделя на два канала, минаващи покрай кабината на пилота, които впоследствие отново се сливат в един общ канал.
От двете страни на фюзелажа в носовата част има противопомпажни створки, а в горната ѝ част, пред кабината, се намира отсек с бордово радиоелектронно оборудване (БРЛО). Под него е разположена нишата на предната стойка на колесника. В опашната част на фюзелажа се намира спирачен парашут с площ 16 м2. Фюзелажът има експлоатационен разьом за леснота при демонтиране и монтиране на двигателя.

### Кабина
Кабината е херметическа от вентилационен тип. Въздух за кабината се отвежда от компресора, а температурата и налягането в кабината се регулират автоматично.
Фанарът се състои от козирка и отваряем капак. Предното стъкло на козирката е силикатен триплекс с дебелина 14 мм, а двете странични стъкла са с дебелина 10 мм. Отварящата се част е с дебелина 10 мм и е изработена от термоустойчиво стъкло и се отваря ръчно надясно. Аварийната система за отваряне е пиротехническа и се задейства от ръчката за катапултиране на креслото или от ръчката за аварийно изхвърляне на фанара. В случай на отказ на пиротехническата система, тя е дублирана с механична. За отстраняване на обледеняването на предното стъкло, самолетът е оборудван със система за разпръскване на етилов спирт с обем 4,5 л. На първите модификации МиГ-21 са монтирани катапултни кресла „СК“, но поради недостатъчна надеждност, то е заменено от КМ-1.

### Криле и стабилизатори
Крилото е изпълнено по схема с един надлъжник и има ъгъл на стреловидност 57 градуса по предния ръб. Относителната му дебелина на профила в основата е 4,2%, а удължението е 2,5. Профилът му е ЦАГИ, скоростен, симетричен. Върху горната му повърхност има малък аеродинамичен гребен. В основата на крилата, на долната им повърхност са монтирани фарове, които на някои модификации могат да бъдат заменени от фотоапарати за водене на въздушно разузнаване. Елероните са кормила за посока. Дебелината на обшивката на крилото е от 1,5 до 2,5 мм. Задкрилките са от прост тип и са с правоъгълна форма. Ъгли на отклонение – 25 и 45 градуса (при кацане).
Самолетът е оборудван с три въздушни спирачки – две предни и една задна.
Системата за издухване на пограничния слой (СПС) представлява въздушен канал с тънкостенна обвивка, по който въздухът, напомпван от двигателя (зад компресора) обдухва задкрилките в режим „кацане“ през специален отвор. По този начин се постига по-ниска скорост на кацане.
Хоризонталните стабилизатори са кормила за изкачване и спускане. В краищата им са монтирани противофлатерни тежести. Профилът е симетричен, NA6A, а общата площ е 3,94 м2. Ъгълът на отклонение на стабилизаторите е 55 градуса.
Вертикалният стабилизатор има стреловидност по предния ръб – 60 градуса. В горната му част е разположено радиооборудване и опашната аеронавигационна светлина, а в средната част е монтиран отсег с БРЛО. Ъгълът на отклонение на вертикалното кормило е 60 градуса.
Шасито е триопорно. Основните стойки имат по едно колело КТ-82 за самолети от по-ранната модификация или КТ-90Д за по-новите модели, които са оборудвани с метало-керамични спирачки.

## Модификации
МиГ-21 е произвеждан в редица модификации, от които се открояват няколко основни:
- МиГ-21Ф (Fishbed-B)

Модел от 1959 година, с промишлено название „Изделие 72“. Едноместен вариант с възможност за бой само през деня, въоръжен с две 30-милиметрови оръдия НР-30 с боекомплект от 60 изстрела всяко, както и с две бомби в калибър от 50 до 500 килограма; не разполага с ракети.
- МиГ-21ПФ (Fishbed-D)

Модел от 1961 година, с промишлено название „Изделие 76“. Едноместен вариант за дневен бой във всякакви метеорологични условия, въоръжен с ракети К-5 и К-13 (не разполага с оръдия), и снабден с радар РП-21.
- МиГ-21ПФМ (Fishbed-F)

Модел от 1964 година, с промишлено название „Изделие 94“. Едноместен вариант за дневен бой във всякакви метеорологични условия, въоръжен с оръдие ГШ-23 с боекомплект 200 изстрела и ракети К-13, а по-късно и ракети въздух-земя Х-66. Снабден с модернизиран радар РП-21М и система за разпознаване „свой-чужд“.
- МиГ-21Р (Fishbed-H)

Модел от 1966 година, с промишлено название „Изделие 94Р“. Едноместен вариант за дневно и нощно разузнаване във всякакви метеорологични условия, снабден с апаратура за дневно и нощно фоторазузнаване и радиоелектронно разузнаване. Може да бъде въоръжен с ракети К-13 (Р-3С), НУРС или две бомби до 500 килограма.
- МиГ-21бис (Fishbed-L/N)

Модел от 1972 година, с промишлено название „Изделие 75“. Едноместен вариант за дневен и нощен бой във всякакви метеорологични условия, с по-мощен двигател, нови системи за предупреждение от облъчване, разпознаване „свой-чужд“ и радионавигация, радар РП-22, и други подобрения по авиониката. Въоръжен с едно оръдие ГШ-23, две ракети К-13 или четири Р-60, както и две бомби до 500 килограма.
- МиГ-21УМ (Mongol-B)

Модел от 1968 година, с промишлено название „Изделие 69“. Двуместен учебен вариант на МиГ-21МФ.

## Употреба

### Индия
През 1960-те години Индия започва да получава изтребители МиГ-21 от СССР, и започва да ги произвежда по лиценз. Заради все още липсващата подготовка на пилотите за този изтребител, МиГ-21 не взема голямо участие в Индо-пакистанската война от 1965 година. До 1969 година Индия разполага с общо 120 изтребителя. Първата широка бойна употреба на изтребителя е по време на Индо-пакистанската война през 1971 година, когато индийските МиГ-21 играят решаваща роля за налагане на индийско въздушно превъзходство. Индийски МиГ-21 успява да свали пакистански F-104, а до края на войната свалените пакистански самолети са 8 – 4 F-104, 2 Шънян J-6, един F-86 Sabre и един C-130 Херкулес. Заради отличното представяне на индийските пилоти и техните самолети, след конфликта няколко държави, в това число и Ирак, се обръщат към Индия с молба да обучава техните пилоти. През 1999 година Индия губи един МиГ-21 от пакистанска ракета Стингър.

### Виетнам
По време на Виетнамската война, тринайсет от виетнамските асове отбелязват своите победи с МиГ-21, макар и повечето пилоти да предпочитат МиГ-17 заради по-голямата му маневреност и по-добра видимост от кабината. До 1968 година САЩ губят над 1000 самолета във войната. На 26 декември 1972 година, МиГ-21 от 921-ви изтребителен полк, пилотиран от майор Фам Туан, за първи път в историята сваля бомбардировач Б-52.

### Северна Корея
През 1977 година севернокорейски МиГ-21 сваля американски вертолет CH-47. Севернокорейските ВВС взимат участие във Виетнамската война, където с МиГ-21 свалят американски RF-4C през 1967, един F-105 и един F-4B през 1968.

### Израелско-арабски конфликти
По време на Шестдневната война, Израел нанася удари срещу арабските военновъздушни сили в четири последователни вълни. В първата вълна израелските ВВС унищожават 7 египетски МиГ-21 и още един изтребител, а Египет дава сведения за 10 свалени израелски самолета, 4 или 5 от които от МиГ-21ПФ. По време на втората вълна от атаки Израел унищожава 4 МиГ-21 във въздуха, по време на третата – два сирийски и един иракски Миг-21. Последната вълна е унищожението на много арабски самолети на земята. Египет губи 100 от общо 110 МиГ-21, Сирия – 35 от общо 60 МиГ-21ПФ-13 и ПФ.
По време на войната Йом Кипур през 1973, Израел претендира за 73 свалени египетски МиГ-21. На 6 октомври 1973 Сирия сваля един A-4E и един Mirage IIICJ на Израел, и загубва три от своите МиГ-21. До края на войната Сирия сваля 30 израелски самолета, докато загубва 29 МиГ-21.
На 6 юни 1982 избухва най-голямата въздушна битка след Корейската война – Сирия губи 45 МиГ-21МФ, а Израел губи от 2 до 17 самолета.

### МиГ-21 в България
От септември 1963 г. 19-и изтребителен полк на ВВС на България получава 12 бр. МиГ-21Ф-13. По-късно част от тези самолети са доработени в модификацията за разузнавателен вариант МиГ-21Ф-13Р, които са предадени на 26-и разузнавателен полк. През 1988 г. е прекратено използването им и са снети от отчет във ВВС. През януари 1965 г. 18-и изтребителен полк получава една ескадрила от 12 бр. МиГ-21ПФ, част от които също са доработени и използвани като разузнавателни самолети с обозначевнието МиГ-21ПФР. Предадени са за експлоатация в 26 разузнавателен полк. Самолетите от тази ескадрила са свалени от въоръжение през 1991 г. На въоръжение в 15 изтребителен полк през 1965 г. ВВС е получила още 12 изтребителя МиГ-21ПФ, а през 1977 – 1978 г. са предадени за експлоатация други 36 основно ремонтирани самолета. От тази модификация полкът е получил още два самолета през 1984 г. и са експлоатирани в авиополка до 1992 г.
За нуждите на разузнаването 26 разузнавателен полк получава 6 бр. специализирани разузнавателни МиГ-21Р през 1962 г. През 1969 – 1970 г. 19 авиационен изтребителен полк получава на въоръжение 15 бр. МиГ-21М, които са експлоатирани и в 21 авиационен изтребителен полк и са снети от въоръжение през 1990 г. 12 броя МиГ-21МФ са получени през 1974 – 1975 г., но преработени в разузнавателен вариант МиГ-21МФР са предадени на 26-и разузнавателен полк и са екслоатирани до 2000 г., когато са снети от въоръжение.
От 1983 до 1990 г. ВВС на България са получили 72 бр. самолети в модификацията МиГ-21бис. От тях (30 бр. нови и 6 от основен ремонт) са във вариант със САУ и са предадени на 19-и изтребителен полк. Останалите са оборудвани със системата „Лазур“. Тази партида е снета от въоръжение през 2000 г.
Освен бойните изтребители, ВВС е получила за обучение 39 МиГ-21У (1 бр. през 1966 г.), МиГ-21УС (5 бр. през 1969 – 1970 г.) и МиГ-21УМ (27 нови през 1974 – 1980 г. и 6 ремонтирани съветски през 1990 г.). През 1982 3 броя от учебния МиГ-21УМ са продадени на Камбоджа, а през 1994 г. още 10 бр. МиГ-21УМ са продадени на Индия. Последните учебни самолети са снети от въоръжение през 2000 г. За времето на експлоатация са претърпели катастрофа и са загубени 38 изтребителя. 
| Номер по ред | Воинска част | Подразделение                                                                | Летище             | Модел      | Количество - получени | Количество - изгубени | На въоръжение от | Снет от въоръжение от | Бележки |
| ------------ | ------------ | ---------------------------------------------------------------------------- | ------------------ | ---------- | --------------------- | --------------------- | ---------------- | --------------------- | --- |
| 1            | 19-и ИАП     | 3-та ескадрила, при въвеждането на служба с МиГ-21Ф-13 преименувана във 2-ра | Граф Игнатиево     | МиГ-21Ф-13 | 12                    | 2                     | .IX.1963 г.      | 1988 г.               | През 1969 г. част са преоборудвани в МиГ-21Ф-13Р и предадени в 26-и РАП където завършват службата през 1988 г.. Друга част са предадени в 15-и ИАП в Равнец. |
| 2            | 18-и ИАП     | 2-ра ескадрила                                                               | Габровница         | МиГ-21ПФ   | 12                    | 4                     | .I.1965 г.       | 1991 г.               | През 1977 г. част са преоборудвани в МиГ-21ПФР и предадени в 26-и РАП където завършват службата през 1991 г.. Друга част са предадени в 21-ви ИАП в Узунджово, където са на въоръжение до замяната им с МиГ-21бис. Във 2-ра ескадрила на 18-ви ИАП в Габровница през 1984 г. постъпват на въоръжение МиГ-23МЛД. |
| 3            | 15-и ИАП     | 1-ва ескадрила                                                               | Равнец             | МиГ-21ПФМ  | 12                    | -                     | 1965 г.          | 1992 г.               | |
| 4            | 15-и ИАП     | -                                                                            | Равнец             | МиГ-21ПФМ  | 26                    | 7                     | 1977-78 г.       | 1992 г.               | През 1984 г. част са предадени на едната ескадрила от учебния авиополк в Каменец. |
| 5            | 18-и ИАП     | 2-ра ескадрила                                                               | Габровница         | МиГ-21ПФМ  | 10                    | -                     | 1977-78 г.       | 1992 г.               | През 1984 г. са предадени в 21-ви ИАП в Узунджово, където са на въоръжение до замяната им с МиГ-21бис. Във 2-ра ескадрила на 18-ви ИАП в Габровница през 1984 г. постъпват на въоръжение МиГ-23МЛД. |
| 6            | 15-и ИАП     | -                                                                            | -                  | МиГ-21ПФМ  | 2                     | -                     | 1984 г.          | 1992 г.               | |
| 7            | 26-и РАП     | -                                                                            | Добрич             | МиГ-21Р    | 6                     | 2                     | 1969 г.          | -                     | - |
| 8            | 19-и ИАП     | 2-ра ескадрила                                                               | Граф Игнаитево     | МиГ-21М    | 12                    | 5                     | 1969-1970 г.     | 1990 г.               | Заменят 12 бр. МиГ-21Ф-13. Завършват службата през 1990 г. в 21-ви ИАП. |
| 9            | 18-и ИАП     | 2-ра ескадрила                                                               | Габровница         | МиГ-21М    | 3                     | -                     | 1969-1970 г.     | 1990 г.               | С бордни номера (109, 210 и 311) и служат там до 1977 г., след което са прехвърлени в 19-и ИАП, а оттам по-късно през 1980 и 1983/1984 г. предадени в 21-ви ИАП в Узунджово където завършват службата през 1990 г.. |
| 10           | 19-и ИАП     | 1-ва ескадрила                                                               | -                  | МиГ-21МФ   | 9                     | 4                     | 1974 г.          |                       | През 1980 и 1983/1984 г. предадени в 21-ви ИАП в Узунджово. През 1984 г. част е преоборудвани в МиГ-21МФР и предадени в 26-и РАП където завършват службата през 2000 г.? |
| 11           | 18-и ИАП     | 1-ва ескадрила                                                               | Доброславци        | МиГ-21МФ   | 11                    | 1                     | 1975 г.          |                       | Предадени през 1978 г. 19-и ИАП във връзка с въоръжаването на 1-ва ескадрила на 18-и ИАП с Миг-23. През 1980 и 1983/1984 г. предадени в 21-ви ИАП в Узунджово. Част е преоборудвани в МиГ-21МФР и предадени в 26-и РАП където завършват службата през 2000 г.? |
| 12           | 19-и ИАП     | 1-ва ескадрила                                                               | Граф Игнаитево     | МиГ-21бис  | 6                     | -                     | 15.XII.1983 г.   | 2015 г.               | Втора употреба, вариант САУ. Произведени през 1970-те г.. |
| 13           | 19-и ИАП     | 1-ва ескадрила                                                               | Граф Игнаитево     | МиГ-21бис  | 12                    | -                     | 15.XII.1983 г.   | 2015 г.               | Втора употреба, вариант САУ. Произведени през 1982 г. като някои от тях имат само по ~10–15 часа нальот, което покрива заводските изпитания и полета за пребазиране. |
| 14           | 19-и ИАП     | 2-ра ескадрила                                                               | Граф Игнаитево     | МиГ-21бис  | 12                    | -                     | .I.1985 г.       | 2015 г.               | Втора употреба, вариант САУ. Със среден нальот ~140 часа. |
| 15           | 19-и ИАП     | 2-ра ескадрила                                                               | Граф Игнаитево     | МиГ-21бис  | 6                     | 3?                    | .X.1985 г.       | 2015 г.               | Втора употреба, вариант САУ. Със среден нальот ~800 часа. |
| 16           | -            | -                                                                            | Балчик и Узунджово | МиГ-21бис  | 36                    | -                     | 1983-1990 г.     | 2000 г.               | Със система «Лазур». |
| 17           | -            | -                                                                            | -                  | МиГ-21У    | 1                     | -                     | 1966             | 2000 г.               | |
| 18           | -            | -                                                                            | -                  | МиГ-21УС   | 5                     | 2                     | 1969-1970        | 2000 г.               | |
| 19           | -            | -                                                                            | -                  | МиГ-21УМ   | 27                    | 6                     | 1974-1980        | 2000 г.               | Нови. През 1982 3 бр. са продадени на Камбоджа и през 1994 10 броя са продадени на Индия |
| 20           | -            | -                                                                            | -                  | МиГ-21УМ   | 6                     | -                     | 1990             | 2015 г.               | Втора употреба. |
| Всичко:      | -            | -                                                                            | -                  | -          | 226                   | 38?                   | 12.XI.1963       | 18.XII.2015 г.        | Първия полет с МиГ-21Ф-13 в България извършва майор Иван Бедрозов на 12 ноември 1963 г. Последните полети с последните 3 изправни самолета са извършени на 18.XII.2015 г. 2 броя МиГ-21бис, като на борд 114 лети майор Пламен Джуров, на борт 243 лети ст. лейтенант Александър Стайков, и 1 брой МиГ-21УМ борд 28 (учебен самолет), на който летят капитан Петър Димитров с инструктор командващия на ВВС ген. майор Румен Радев. |

## На въоръжение
България – 12
10 МиГ-21бис
2 МиГ-21УМ
 Виетнам – 124
124 МиГ-21бис
 Египет – 57
49 МиГ-21МФ/ПФМ
4 МиГ-21РФ
4 МиГ-21УМ
 Етиопия – 21
18 МиГ-21МФ/бис
3 МиГ-21УМ
 Замбия – 12
12 МиГ-21МФ
 Индия – 124
124 МиГ-21УПГ „Бизон“
 Йемен – 16
16 МиГ-21МФ
 Камбоджа – 4
4 МиГ-21бис/УМ
 Куба – 8
4 МиГ-21бис
4 МиГ-21УМ
 Либия – 25
25 МиГ-21бис (преди началото на гражданската война)
 Мали – 3
2 МиГ-21МФ
1 МиГ-21УМ
 Монголия – 8
8 МиГ-21
 Румъния – 65
35 МиГ-21 LanceR A
10 МиГ-21 LanceR B
20 МиГ-21 LanceR C
 Северна Корея – 150
150 МиГ-21ПФ/ПФМ/бис/УМ
 Сирия – 176
176 МиГ-21МФ/бис/УМ
 Уганда – 6
5 МиГ-21бис
1 МиГ-21УМ
 Хърватия – 12
8 МиГ-21бис-Д
4 МиГ-21УМД

## Извори
1. 1 2 3 4 5 6  Gordon, Yefim. MiG-21 (Russian Fighters). Earl Shilton, Leicester, UK: Midland Publishing Ltd., 2008. ISBN 978-1-85780-257-3.
2. ↑  https://avioburgas.bg/mig-21/ - МиГ 21 ПФМ
3. ↑  Mehrotra, Santosh. India and the Soviet Union: Trade and Technology Transfer. Cambridge, UK: Cambridge University Press, 1990. ISBN 978-0-521-36202-3.
4. ↑  Rakshak, Bharat. The Canberra and the MiG-21. Архив на оригинала от 2011-06-08 в Wayback Machine. bharat-rakshak.com. Посетен на 1 декември 2010.
5. ↑  Sharma, Shri Ram. India-USSR Relations: 1947 – 1971. Delhi: Discovery Publishing House, 1999. ISBN 978-81-7141-486-4.
6. ↑  Air Force History. Globalsecurity. Посетен на 1 декември 2010.
7. ↑  "The 1971 Liberation War: Supersonic Air Combat." Архив на оригинала от 2011-07-07 в Wayback Machine. Bharat-Rakshak.com. Посетен на 1 декември 2010.
8. ↑  Cooper, Tom. Arab MiG-19 and MiG-21 Units in Combat. Oxford, UK: Osprey Publishing, 2004. ISBN 978-1-84176-655-3.
9. ↑  "Indian pilot 'killed in cold blood'." BBC, 30 May 1999. Посетен на 1 декември 2010.
10. ↑  Toperczer 2001, стр. 12.
11. ↑  Michel 1997, стр. 149.
12. ↑  Toperczer 2001, стр. 66.
13. ↑  Far Eastern Air-to-Air Victories (ACIG.org) //    Архивиран от оригинала на 2014-02-26. Посетен на 2011-08-19.
14. ↑  Vietnamese Air-to-Air Victories, Part 1 //    Архивиран от оригинала на 2013-05-14. Посетен на 2011-08-19.
15. ↑  Vietnamese Air-to-Air Victories, Part 2 (ACIG.org) //    Архивиран от оригинала на 2004-02-20. Посетен на 2011-08-19.
16. ↑  Bulgaria Air Force
17. ↑  Авиация на България
18. ↑   Авиация на Виетнам, архив на оригинала от 22 февруари 2011, https://web.archive.org/web/20110222202448/http://www.milaviapress.com/orbat/vietnam/index.php, посетен на 18 август 2011
19. ↑   Авиация на Египет, архив на оригинала от 12 септември 2011, https://web.archive.org/web/20110912065411/http://www.milaviapress.com/orbat/egypt/index.php, посетен на 18 август 2011
20. ↑   Авиация на Етиопия, архив на оригинала от 25 април 2014, https://web.archive.org/web/20140425032705/http://www.milaviapress.com/orbat/ethiopia/index.php, посетен на 18 август 2011
21. ↑   Авиация на Замбия, архив на оригинала от 12 септември 2011, https://web.archive.org/web/20110912071641/http://www.milaviapress.com/orbat/zambia/index.php, посетен на 18 август 2011
22. ↑   Авиация на Индия, архив на оригинала от 30 септември 2013, https://web.archive.org/web/20130930161905/http://www.milaviapress.com/orbat/india/index.php, посетен на 18 август 2011
23. ↑   Авиация на Йемен, архив на оригинала от 3 март 2016, https://web.archive.org/web/20160303182805/http://www.milaviapress.com/orbat/yemen/index.php, посетен на 18 август 2011
24. ↑  Авиация на Камбоджа
25. ↑   Авиация на Куба, архив на оригинала от 25 април 2014, https://web.archive.org/web/20140425033622/http://www.milaviapress.com/orbat/cuba/index.php, посетен на 18 август 2011
26. ↑   Авиация на Либия, архив на оригинала от 30 септември 2013, https://web.archive.org/web/20130930161948/http://www.milaviapress.com/orbat/libya/index.php, посетен на 18 август 2011
27. ↑   Авиация на Мали, архив на оригинала от 24 април 2014, https://web.archive.org/web/20140424112652/http://www.milaviapress.com/orbat/mali/index.php, посетен на 18 август 2011
28. ↑   www.milaviapress.com, архив на оригинала от 1 февруари 2011, https://web.archive.org/web/20110201165922/http://milaviapress.com/, посетен на 18 август 2011
29. ↑   Авиация на Румъния, архив на оригинала от 4 май 2009, https://web.archive.org/web/20090504221220/http://www.milaviapress.com/orbat/romania/index.php, посетен на 18 август 2011
30. ↑  Авиация на Северна Корея
31. ↑   Авиация на Сирия, архив на оригинала от 13 май 2013, https://web.archive.org/web/20130513183936/http://www.milaviapress.com/orbat/syria/index.php, посетен на 18 август 2011
32. ↑   Авиация на Уганда, архив на оригинала от 30 септември 2013, https://web.archive.org/web/20130930160302/http://www.milaviapress.com/orbat/uganda/index.php, посетен на 18 август 2011
33. ↑   Авиация на Хърватия, архив на оригинала от 27 декември 2008, https://web.archive.org/web/20081227012609/http://www.milaviapress.com/orbat/croatia/index.php, посетен на 18 август 2011